# لیانگ دجین
لیانگ دجین (انگلیسی: Liang Dejin؛ زادهٔ ۱ نوامبر ۱۹۶۰) کشتی‌گیر اهل چین بود. وی در بازی‌های المپیک تابستانی ۱۹۸۴ و ۱۹۸۸ شرکت کرده‌است.